# Andreas Steffen
Andreas «Res» Steffen (* 23. September 1975 in Saanen) ist ein ehemaliger Schweizer Freestyle-Skier in der Disziplin Skicross und früherer Mountainbikefahrer. Seine Adoptivschwester Franziska Steffen ist ebenfalls Skicrosserin.

## Biografie
Von 1996 bis 2000 war Steffen professioneller Mountainbikefahrer und gehörte während dieser Zeit der Schweizer Nationalmannschaft an. Im Mountainbike-Weltcup waren seine besten Ergebnisse ein 9. Platz in der Disziplin Downhill und ein 11. Platz in der Disziplin Dual. In der Weltrangliste der UCI war der 21. Platz seine beste Rangierung. 1996 und 1998 wurde er Downhill-Schweizer-Meister.
Steffen wechselte 2001 zum Skicross und schaffte ein Jahr später mit dem Gesamtsieg im Swiss Cup die Aufnahme in die Nationalmannschaft (diesen Erfolg wiederholte er 2003 und 2004). Am 30. November 2002 debütierte er im Freestyle-Weltcup; beim ersten Skicross-Weltcuprennen der Geschichte in Tignes fuhr er auf Platz 19 und gewann sogleich Weltcuppunkte. Ebenfalls 2002 gewann er seinen ersten Schweizer Skicross-Meistertitel und blieb bis 2005 unbesiegt. Nach mehreren Top-10-Ergebnissen gelang ihm am 21. Januar 2005 mit Platz 3 auf dem Kreischberg die erste Weltcup-Podestplatzierung.
Verletzungsbedingt musste Steffen die gesamte Saison 2005/06 pausieren. An die Weltspitze zurück fand er bei der Weltmeisterschaft 2007 in Madonna di Campiglio, wo er Siebter wurde. In der Weltcupsaison 2007/08 war er je einmal Zweiter und Dritter. Nachdem die Saison 2008/09 eher durchschnittlich verlaufen war, gewann Steffen am 14. März 2009 in Hasliberg sein einziges Weltcuprennen. Ungenügende Leistungen zu Beginn der Saison 2009/10 führten dazu, dass er die Qualifikation für die Olympischen Spiele verpasste. Er revanchierte sich am Saisonende mit einem dritten Platz in der Sierra Nevada. Nach der Saison 2011/12 gab Steffen seinen Rücktritt bekannt.

## Erfolge

### Weltmeisterschaften
- Ruka 2005: 11. Skicross
- Madonna di Campiglio 2007: 7. Skicross
- Inawashiro 2009: 13. Skicross

### Weltcup
- Saison 2004/05: 4. Skicross-Weltcup
- Saison 2007/08: 7. Skicross-Weltcup
- 5 Podestplätze, davon 1 Sieg:

| Datum         | Ort       | Land    |
| ------------- | --------- | ------- |
| 14. März 2009 | Hasliberg | Schweiz |

### Weitere Erfolge
- Winter-X-Games 2009: 3. Skier X
- 4 Schweizer Meistertitel (2002, 2003, 2004, 2005)
- 3 Podestplätze im Europacup, davon 2 Siege
- Gesamtsieger Swiss Cup 2002, 2003, 2004